# A nőcsábász
A nőcsábász (The Philanderer) George Bernard Shaw Nobel-díjas ír drámaíró 1898-as darabja.
Ezt a darabot Shaw Kellemetlen színművek (Plays Unpleasant) című kötetében adták ki 1898-ban. A kötet címe arra utal, hogy nem a közönség szórakoztatására íródott, ahogy egy viktoriánus színműtől elvárták volna, hanem társadalmi problémákra szerette volna felhívni az emberek figyelmét. A kötetben szereplő másik két darab a Sartorius úr házai (Widower's Houses) és a Warrenné mestersége (Mrs. Warren's Profession) volt.
A darabot Magyarországon először 1976. április 16-án, a Veszprémi Petőfi Színházban mutatták be A Széptevő címmel, Pethes György rendezésében, Réz Ádám fordításában, Fonyó István (Charteris), Egri Katalin (Grace), Takács Katalin (Julia) és Dobák Lajos (Curthberson) főszereplésével.

## Magyarul
- A nőcsábász; ford. Nemes László; in: Próba nélkül; Népművelési Propaganda Iroda, Budapest, 1974 (Thália Könyvtár)